# Celleporaria verrucosa
Celleporaria verrucosa är en mossdjursart som först beskrevs av William MacGillivray 1888.  Celleporaria verrucosa ingår i släktet Celleporaria och familjen Lepraliellidae. Inga underarter finns listade i Catalogue of Life.